# Monolord
Monolord is een Zweedse doommetal-band uit Göteborg, opgericht in 2013.
De muziek van Monolord wordt gekenmerkt door diepe, trage riffs en het onheilspellende geluid.

## Geschiedenis
Jäger en Willems zaten samen in de Zweedse boogie rock band Marulk en zijn samen Monolord als zijproject gestart. Toen Häkki werd toegevoegd was de formule compleet en begonnen zij in 2013 met het opnemen van materiaal. Dit culmineerde in 2014 in de release van hun debuutalbum Empress Rising. Na drie albums bij RidingEasy Records stapten zij in november 2018 over naar Relapse Records. Vlak hierna maakte de band bekend bezig te zijn met hun vierde album, No Comfort. Deze is in de herfst van 2019 uitgebracht.
Monolord heeft al verschillende keren in Nederland opgetreden. Zo traden ze in augustus 2015 op in Tilburg, in mei 2016 in het Burgerweeshuis Deventer en in mei 2017 in Gent en Haarlem. In 2018 ondersteunden zij Black Label Society tijdens hun Europese Tour.

## Bezetting

### Huidige bandleden
- Thomas Jäger – Zang/gitaar
- Mika Häkki – Bas
- Esben Willems – Drums

## Discografie

### Studioalbums
- Empress Rising [2014]
- Vaenir [2015]
- Rust [2017]
- No Comfort [2019]
- Your Time To Shine [2021]

### EP
- Cursing the One/Fairies Wear Boots (Black Sabbath Cover) [2017]
- Lord of Suffering/Die in Haze [2016]

### Singles
- Fairies Wear Boots (Black Sabbath Cover) [2015]
- Rust [2017]
- Where Death Meets the Sea [2017]
- I'm Staying Home [2021]

## Trivia
- Thomas Jäger was van 2002-2004 bassist voor de Zweedse doommetal band Draconian
- De band heeft in 2020 instrumentale versies van de albums Empress Rising en Vaenir uitgebracht.